# Douhaja Dubrowa
Douhaja Dubrowa (biał. Доўгая Дуброва; ros. Долгая Дуброва, Dołhaja Dubrowa) – wieś na Białorusi, w obwodzie homelskim, w rejonie żytkowickim, w sielsowiecie Ludzieniewicze.
Położona jest przy Rezerwacie Krajobrazowym Środkowa Prypeć.